# Trappola d'acciaio
Trappola d'acciaio (Steel Trap) è un film horror tedesco del 2007 diretto da Luis Cámara.

## Trama
Durante una festa 7 sconosciuti ricevono un biglietto che li invita in una stanza per un party privato. Ben presto si accorgono di essere stati coinvolti da un assassino in un gioco macabro. L'unico modo per uscirne vivi è seguire i suoi indizi.